# Санко, Фодей
Фодей Санко (англ. Foday Sankoh; 17 октября 1937, Тонколили, Северная провинция — 29 июля 2003, Фритаун) — основатель повстанческой группировки Объединённый революционный фронт (ОРФ) в Сьерра-Леоне, которая была поддержана возглавляемым президентом Либерии Чарльзом Тейлором Национальным патриотическим фронтом Либерии в гражданской войне в Сьерра-Леоне, начавшаяся в 1991 году и закончившаяся в 2002 году. По оценкам, 50 000 человек были убиты во время гражданской войны, и более 500 000 человек бежали в соседние страны.

## Биография
Родился 17 октября 1937 года в отдалённой деревне Масанг-Майосо, округ Тонколили в Северной провинции Сьерра-Леоне, в семье фермера народа темне и матери, принадлежащей к народу локо. Учился в начальной и средней школе в Магбураке, округ Тонколили. В 1956 году вступил в ряды вооружённых сил Сьерра-Леоне. Проходил обучение в Нигерии и Великобритании. В 1971 году, будучи капралом вооружённых сил Сьерра-Леоне, был осужден на семь лет и отбывал наказание в тюрьме Падемба-роуд во Фритауне за участие в мятеже. После освобождения работал фотографом на юге и востоке Сьерра-Леоне, в конечном итоге наладил контакт с молодыми радикалами. Фодей Санко и его единомышленники Рашид Мансарай и Абу Кану искали поддержку для поднятия вооруженного восстания с целью свержения правительства. Затем они направились в Либерию, где по некоторым сведениям служили в Национальном патриотическом фронте Либерии Чарльза Тейлора.

## Гражданская война
23 марта 1991 года бойцы ОРФ, возглавляемые Фодеем Санко и поддержанные Чарльзом Тейлором, начали свою первую атаку на деревни в округе Кайлахун в богатой алмазами Восточной провинции Сьерра-Леоне. ОРФ стал известен благодаря жестоким методам ведения войны, таким как массовые изнасилования и ампутации конечностей противникам. Фодей Санко лично провёл много операций, в том числе «Операция плати за себя», в ходе которой войска грабили всё, что могли найти. Рашид Мансарай и Абу Кану выступили против такой тактики ведения войны и были казнены без суда и следствия.
В марте 1997 года Фодей Санко бежал в Нигерию, где его поместили под домашний арест, а затем перемещен в тюрьму. С этого времени и до освобождения Фодея Санко в 1999 году Сэм Бокари исполнял обязанности командира ОРФ. Во время гражданской войны Фодей Санко нарушил несколько обещаний прекратить боевые действия, в том числе Абиджанское мирное соглашение 1996 года и Ломейское мирное соглашение 1999 года. В конечном итоге Великобритания и ЭКОМОГ вмешались со своим профессиональными вооружёнными силами и ОРФ потерпел поражение.

## Арест и обвинения
Фодей Санко был арестован 17 мая 2000 года после того, как его солдаты застрелили 19 человек, включая журналиста Саомана Конте, возле дома во Фритауне 8 мая 2000 года. Его арест привел к массовым празднованиям по всей Сьерра-Леоне.
Фодей Санко был передан британцам под юрисдикцию поддерживаемого ООН суда. Ему было предъявлено обвинение по 17 пунктам в различных военных преступлениях, включая использование детей-солдат и совершение преступлений против человечности, включая геноцид, рабство, изнасилование и сексуальное рабство.

## Смерть
Фодей Санко в ночь на 29 июля 2003 года умер в больнице от осложнений, вызванных инсультом, в ожидании суда. Главный прокурор Дэвид Крейн в суде ООН по военным преступлениям заявил, что Фодей Санко перенёс легкую смерть, которой он не предоставил многим другим. Был похоронен в своем родном городе Магбураке в Северной провинции Сьерра-Леоне.